# Universidade de Estudos Estrangeiros de Pequim
Beijing Foreign Studies University (Chinês simplificado: 北京外国语大学; pinyin: Běijīng Wàiguóyǔ Dàxué; tradução livre: Universidade de Estudos Estrangeiros de Pequim) é a universidade número um em estudos de idiomas estrangeiros e estudos internacionais na China. É também chamada como "o berço dos diplomatas".
Está localizada em Weigongcun, Pequim, República da China. O campos ocupa 304,553 m², com uma área de dormitório para os estudantes de 40,000 m² e uma biblioteca de 9,997 m², que está dividida em duas pelo 3º Anel Viário de Pequim. Outras instalações no campus incluem um centro audiovisual, refeitórios e quadras de tênis. A universidade é popularmente conhecida como Běiwài (Chinês: 北外) em Mandarim e BFSU em Inglês. A universidade evoluiu da Yan'an School of Foreign Languages baseada na Russian Language Unit of the Third Branch of the Chinese People's Anti-Japanese Military and Political College. O mesmo foi estabelecido pelo Partido Comunista da China durante a invasão japonesa. BFSU orgulha-se de seus contatos com o Comitê do Partido Central e tais líderes chineses como Mao Zedong e Zhou Enlai. BFSU tem sido a principal base da China a oferecer treinamento de idiomas estrangeiros. BFSU é afilidada com o Ministério das Relações Exteriores desde sua fundação em meados de 1980 e é a principal universidade nesta área subordinada ao Ministério da Educação. BFSU qualificou-se para a primeira rodada das competições em seus esforços para entrar no Projeto 211, um programa de desenvolvimento acadêmico lançado pelo Ministério da Educação em 1996.
115 membros da faculdade são reconhecidos pelo Estado pelas suas performances acadêmicas e recebem subsídios.

## Cursos e Departamentos
- Escola de Direito.
- Escola de Estudos Asiáticos e Africanos.
- Departamento de Estudos Coreanos.
- Departamento de Estudos do Sudoeste Asiático.
- Estudos do Camboja.
- Estudos de Lao.
- Estudos Malaios.
- Estudos Indonésios.
- Estudos Vietnamitas.
- Estudos da Birmânia.
- Estudos Tailandêses.
- Estudos Malaios.
- Estudos Filipinos.
- Departamento dos Estudos do Sul da Ásia.
- Estudos da Língua Cingalesa.
- Estudos da Língua Hindi.
- Estudos da Língua Urdu.
- Departamento do Oeste Asiático e Estudos Africanos.
- Estudos da Língua Suaíli.
- Estudos da Língua Yagan.
- Estudos Turcos.
- Estudos Hebráicos.
- Estudos da Pérsia.
- Escola de Língua Chinesa e Literatura.
- Departamento de Língua Chinesa.
- Departamento de Chinês como um idioma estrangeiro.
- Escola de Inglês e Estudos Internacionais.
- Departamento de Inglês.
- Departamento de Jornalismo Internacional e Comunicação.
- Departamento de Tradução e Interpretação.
- Departamento de Estudos Irlandeses.
- Escola de Línguas Européias e Cultura.
- Departamento de Estudos da Europa Oriental e Meridional.
- Estudos da Albânia.
- Estudos Búlgaros.
- Estudos Tchecos.
- Estudos Eslovacos.
- Estudos da Romênia.
- Estudos Húngaros.
- Estudos Italianos.
- Estudos do Latim.
- Estudos de Malta.
- Estudos Polonesês.
- Estudos Sérvios.
- Estudos Croatas.
- Estudos Eslovenos.
- Estudos Helênicos.
- Departamento de Estudos da Europa Setentrional.
- Estudos Dinamarqueses.
- Estudos Holandeses.
- Estudos Estonianos.
- Estudos Finlandeses.
- Estudos da Islândia.
- Estudos do Letão.
- Estudos Lituanos.
- Estudos Noruegueses.
- Escola de Comércio Internacional.
- Departamento de Contabilidade.
- Departamento de Administração.
- Departamento de Comércio Eletrônico e Gerente de Informações.
- Departamento de Finanças.
- Departamento de Economia Internacional.
- Escola de Relações Internacionais e Diplomacia.
- Departamento de Diplomacia.
- Departamento de Políticas Internacionais.
- Escola de Estudos Russos Институт Русского Языка.
- Estudos Russos.
- Estudos Ucranianos.
- Escola de Graduação de Tradução e Interpretação.
- Departamento de Estudos Árabes.
- Departamento de Francês e Estudos Francófanos.
- Estudos Franceses.
- Estudos Suíços.
- Departamento de Estudos Alemães.
- Departamento de Estudos Japoneses.
- Departamento de Estudos Espanhóis.
- Departamento de Estudos Portugueses.

## Faculdades Notáveis, Alunos e Administradores
Faculdades
Xu Guozhang 许国璋 – educador famoso

Chen Lin 陈琳 – educador famoso

He Qixin 何其莘 – co-autor do "Novo Conceito de Inglês"

He Jiong 何炅 – dono de emissora de televisão

Administradores
Yang Shangkun 杨尚昆 – depois Presidente da República Popular da China

Liao Chengzhi 廖承志 – depois Ministro do Escritório de Relações Exteriores Chinesas

Alunos
Escritores
Gao Xingjian – premiado com Nobel

Acadêmicos
Na Política
Li Guixian 李贵鲜 – Conselheiro do Estado

Li Zhaoxing 李肇星 – Ministro Estrangeiro da República Popular da China

Zhou Nan 周南 – Vice Ministro Estrangeiro da República Popular da China

Zhang Hanzhi 章含之 – Vice Ministro Estrangeiro da República Popular da China

Fu Ying 傅莹 – Vice Ministro da República Popular da China

Zhang Deguang 张德广 – Vice Ministro Estrangeiro da República Popular da China

Wu Dawei 武大伟 – Vice Ministro Estrangeiro da República Popular da China

No Comércio e Mídia
Yang Lan 杨澜 – dono de emissora de televisão

## Cooperação Internacional

### Instituto Confúcio
- Áustria: Universität Wien
- Bélgica: Bruxelas
- Bélgica: Université de Liège
- Bulgária: Sofia University
- Chéquia: Palacký University
- Alemanha: Heinrich-Heine-Universität Düsseldorf
- Alemanha: Nuremberga
- Alemanha: Georg-August-Universität Göttingen
- Alemanha: Ruprecht-Karls-Universität Heidelberg
- Hungria: Eötvös Loránd Tudományegyetem
- Itália: Sapienza Università di Roma
- Polónia: Jagiellonian University
- Coreia do Sul: Universidade Hankuk de Estudos Estrangeiros
- Estados Unidos: University of Hawaii at Manoa